# Fabian Gordon
Fabian Gordon herbu Bydant (ur.i zm. w XVIII wieku, daty nieznane) – oficer wojsk I Rzeczypospolitej, konfederat barski, powstaniec kościuszkowski. 

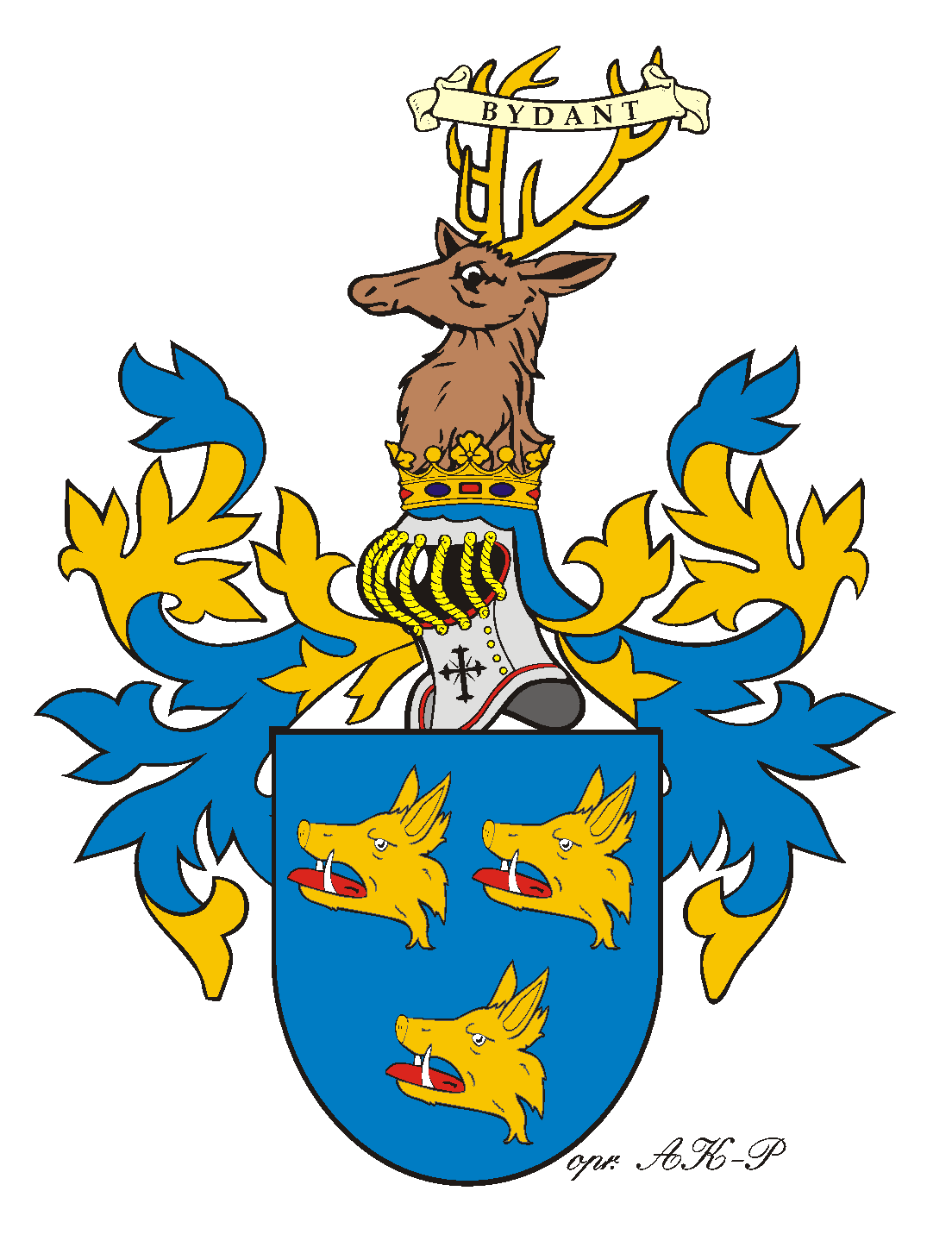
Herb Bydant

## Szkic biograficzny

### Konfederat barski
Urodzony zapewne ok. 1750 jako syn Aleksandra i Magdaleny z Gordonów de Huntly (Hunlej), członków klanu Gordonów, którzy pochodzili od którychś z licznych Gordonów osiadłych w Polsce od XVII wieku i posiadali majątek ziemski w Prusach Królewskich, Fabian wstąpił w młodym wieku, w roku 1766 jako kadet do pułku gwardii konnej koronnej i uzyskał w 1768 potwierdzenie indygenatu. W 1769 został chorążym. Po zawiązaniu konfederacji na Pomorzu (17 sierpnia 1769) Gordon zgłosił akces do niej i walczył jako rotmistrz pod rozkazami Lniskiego, biorąc m.in. udział w bitwie pod Kcynią (21 stycznia 1770). Od stycznia tego roku Gordon pozostawał pod rozkazami gen. Jana Lipińskiego i Pawła Skórzewskiego i brał udział w potyczkach z Prusakami w Wielkopolsce. Po wielu niepowodzeniach wojennych polskie jednostki rozproszyły się, a oficerowie wraz z Gordonem schronili się w Gdańsku, gdzie wkrótce zorganizowali oddział kawalerii, który wyróżnił się w obronie Kościana przed Prusakami. Gordon postąpił wtedy na majora. 10 listopada 1770 Polacy ponieśli klęskę pod Runowem i dowódcy Skórzewski z Lipińskim dostali się do niewoli, a Gordon przejął dowództwo nad oddziałami konfederatów na Pomorzu. Jako główne zadanie otrzymał rekrutację i pobieranie podatków w Wielkopolsce i na Kujawach. W październiku 1771 Gordon otrzymał od Generalności rozkaz udania się na południe kraju i znalazł się w Białej, gdzie 21 stycznia 1772 otrzymał od Generalności awans na pułkownika. W walkach z Rosjanami w Krakowie wziął udział w oblężeniu i zdobyciu Wawelu.
26 kwietnia 1772 Wawel musiał kapitulować i Gordon dostał się do niewoli rosyjskiej. Groziło mu zesłanie na Sybir, ale dawnemu dowódcy z Wielkopolski Zarembie udało się go wybronić. Gordon udał się do Gdańska, gdzie przebywał do 1773.

### W wojskach koronnych
Po upadku Konfederacji Gordon musiał zaczynać karierę wojskową od początku, znów od chorążego, gdyż dowództwo wojsk koronnych nie uznało jego awansów oficerskich uzyskanych w formacjach barskich. Dopiero w 1777 uzyskał stopień adiutanta w I. Brygadzie Wielkopolskiej kawalerii koronnej, w 1782 postąpił na porucznika, w 1789 na majora, przy czym musiał jeszcze raz wywodzić się ze szlachectwa, uzyskując w tym roku ponowne potwierdzenie indygenatu. W czasie wojny polsko-rosyjskiej roku 1792 brygada Gordona stała pod rozkazami Antoniego Madalińskiego jako brygadiera i Jana Henryka Dąbrowskiego jako wicebrygadiera i Gordon zdobył wielkie zasługi przy jej organizacji i wyszkoleniu. W wojnie Brygada Wielkopolska udziału nie wzięła.

### Insurekcja kościuszkowska
Bardzo niewiele wiadomo o czynach Gordona w czasie insurekcji kościuszkowskiej, ale musiał odgrywać w niej ważną rolę (zapewne jako organizator, nie jako  oficer frontowy), gdyż na początku powstania awansował na wicebrygadiera, a w listopadzie 1794 na brygadiera. 19 listopada 1794 skapitulował jednocześnie z dawnym towarzyszem broni z czasów Konfederacji barskiej, Pawłem Skórzewskim, jako jeden z ostatnich  dowódców Insurekcji.
O dalszych losach Gordona nic nie wiadomo, nie jest też znane czy założył rodzinę.